# Sincik (Polatlı)
Sincik (Koerdisch: Sinciq) is een dorp in het Turkse district Polatlı in de provincie Ankara. In 2019 telde het dorp 144 inwoners, bestaande uit 75 mannen en 69 vrouwen. De bevolking bestaat grotendeels uit etnische Koerden.

## Geografie
Het dorp Sincik ligt in het zuidoosten van het district Polatlı, in de buurt van het district Haymana, 80 km van het districtscentrum en 155 km van de Turkse hoofdstad Ankara. De dichtstbijzijnde dorpen zijn: Hacımusa, Şeyhahmetli, Yeşilöz ve Emirler.

## Geschiedenis
Tot 2007 was het dorp administratief onderdeel van het district Haymana.
Krachtens wet nr. 6360 werden alle Turkse provincies met een bevolkingsaantal van minimaal 750.000 personen uitgeroepen tot grootstedelijke gemeenten (Turks: büyükşehir belediyeleri), waardoor de dorpen in deze provincies de status van mahalle hebben gekregen (Turks voor stadswijk). Ook Sincik heeft de status van mahalle.

## Bevolking
In 2000 telde het dorp 251 inwoners in 78 huishoudens. Dit aantal is de afgelopen decennia continu afgenomen. In 2019 telde het dorp 144 inwoners. 
| Jaar | Totaal | Mannen | Vrouwen |
| ---- | ------ | ------ | ------- |
| 2019 | 144    | 75     | 69      |
| 2000 | 251    |        |         |

## Economie
De landbouw is de voornaamste bron voor de levensonderhoud van de meeste dorpelingen. Verder is er een benzinestation, een kruidenierswinkel, een ijzerwerkplaats en een moskee gebouwd in 1956.